# NGC 3018
NGC 3018 is een spiraalvormig sterrenstelsel in het sterrenbeeld Sextant. Het hemelobject werd op 10 maart 1880 ontdekt door de Franse astronoom Édouard Jean-Marie Stephan.

## Synoniemen
- UGC 5265
- MCG 0-25-21
- ZWG 7.42
- VV 620
- KCPG 216A
- PGC 28258